# 亨德里克·德·萊克
亨德里克·德·萊克（荷蘭語：Hendrik de Rijke，1890年—1919年8月），有譯亨利克·特萊克或簡稱特萊克，是一位荷蘭籍土木工程师，其父為約翰尼斯·德·萊克。1916年受張謇以南通保坍會名義所聘，前去江蘇南通主持保坍工程。其在當地三年，進行了不少沿江筑楗的規劃設計工作，從事過江岸保坍、涵洞、閘港（船閘）和橋梁等測量設計工程。在1919年在勘視遙望港閘工程時，染上霍亂後殉職。時張謇為其公葬於當地劍山南麓。

## 生平
1890年生於日本。1906年6月在其父約翰尼斯（時被稱奈格）應上海工部局聘請，就職上海黄浦江浚浦局首位總工程師時，特萊克陪同來到上海，開始協助父親工作。在1908年奈格應张謇邀請前往南通、鎮江等地查勘沿江、謀劃保護坍田時，特萊克也一併去到當地，與张謇有所接觸而結下緣分。
後奈格因任職機構被撤銷而辭職，於1910年獨自返回荷蘭，特萊克留下而以水利工程師的身份繼續留職上海。奈格1913年在荷蘭離世後，特萊克便由上海回到荷蘭，於荷蘭工程專門學校求學深造至畢業，同時也一面考察荷蘭本土各地水利，繼續追隨其父事業。
张謇在期間成立南通保坍會任會長，在經多次組織海內外專家勘察商定方案後，於1915年12月通過中間人與仍在荷蘭的特萊克簽訂初聘約書，邀請其再赴南通主持工程。特萊克應父親老朋友所聘，於1916年1～2月抵達南通，於4月再正式簽約就任駐保坍會首席工程師，全面負責南通地區修建沿江水楗保護坍田工程。經兩個月考察後，在4月25日寫出《南通保坍計划報告書》，計劃是採用「塘柴木墊沉石法」自天生港至姚港築楗12座，水楗設計是效仿曾在荷蘭和在上海黃浦江修築水楗的做法。
在南通三年時間裡，特萊克主持修建了計劃內水楗的其中10座，它們楔入從天生港至姚港10多公里的江中，起到緩沖水勢作用；合共建造大型水閘1個、中小型水閘7個、橋梁1座（南公園橋）、水庫6個，還完成了3路的規划圖紙設計。這系列工程是起了「分殺水勢」的效果，穩定到南通的岸線，並保護到當地農田。
1919年8月遙望閘趕澆岸牆時，特萊克前去勘視工程，不幸染上霍亂吐瀉不止，星夜急送南通醫院搶救，但尚未到達夜半便於南通中公園橋旁（該橋亦為特氏設計督造）離世，年僅29歲。

## 身後
其離世後，時張謇、張警兄弟聽聞噩耗，痛悼哀深，急電荷蘭駐滬領事館，並命在南通北公園厚殮，擇日開追悼會，以表哀思。經商得其家屬同意，在五個月後公葬於南通劍山南簏，張謇親自撰寫墓表，並鐫石永表紀念。1923年張孝若（張謇兒子）出國考察時，張謇還親自寫信要他專程帶到荷蘭慰問特萊克母親。時特萊克一家有感於南通人氏的深情厚誼，特地將特個人平生收藏的華文水利古籍全部贈予南通圖書館。

## 墓地
1966年原墓被夷平，墓表丟失。到1987年6月，特萊克墓在劍山菩提洞前重建，時原墓表亦尋回而一併重立於墓。1991年墓地被評定為南通市文物保護單位。